# Phlegmariurus biformis
Phlegmariurus biformis är en lummerväxtart som först beskrevs av William Jackson Hooker, och fick sitt nu gällande namn av B. Øllg. Phlegmariurus biformis ingår i släktet Phlegmariurus och familjen lummerväxter. Inga underarter finns listade i Catalogue of Life.